# プログレスM-38
プログレスM-38(ロシア語: Прогресс М-38)はロシア連邦が1998年にミール宇宙ステーションの補給のために打ち上げた無人宇宙補給機プログレス補給船。シリアル番号は240番だった。

## 搭載貨物
ミールに燃料、酸素混合体、個人保護用品、クルー用品などの貨物2300kgを輸送した。ミールの高度制御用ユニットの遠隔推進システム(выносной двигательной установки、ВДУ、VDU)も輸送した。
合計の貨物重量は2376.6kgであった。

## 運用
1998年3月15日1時45分55秒038(MSK、UTC14日22時45分55秒)にバイコヌール宇宙基地1/5発射台から打ち上げられた。
2日の飛行の後、17日3時31分17秒(MSK、UTC0時31分17秒)にミールのクバント1にドッキングを行った。ランデブーとドッキングは自動運転で行われた。
1998年5月15日21時43分54秒(MSK、UTC18時43分54秒)にミールから離脱し、その後大気圏に再突入した。

## その他
ГФ-28 «Релаксация»と呼ばれる実験を行っている
プログレス打ち上げ前、フェアリングを展開している間に、クルスのアンテナが歪んで取り付けられていることが発見された。電気試験では問題は確認されておらず、装置の接続部を修理するためにはフェアリングに搭載済みのプログレスには行えない電気的試験を再度行うことが要求されたため、非合理とされた。ミールドッキング前の接近飛行は長距離なものの高利得アンテナの範囲で可能であったため、問題が回避できることがわかり、打ち上げ延期には至らずドッキングも成功した。

## 註
1. ↑  “Грузовой корабль "Прогресс М-38" ("Progress M-38")”. 2012年9月13日時点のオリジナルよりアーカイブ。2012年2月22日閲覧。
2. ↑  “Хронология полётов за 1998 год”. РКК Энергия
3. ↑  “Эксперименты, проводимые при запуске транспортных грузовых кораблей”. Astronaut.ru
4. ↑  “Запуск ТКГ «Прогресс М-38»”. Новости Космонавтики. (19.03.1998)